# The Chosen Prince, or The Friendship of David and Jonathan
The Chosen Prince, or The Friendship of David and Jonathan è un film muto del 1917 diretto da William V. Mong che aveva come interpreti Edward Alexander, Charles Perley, Noah Beery, Verna Felton.
Il soggetto si basa sul Primo Libro di Samuele dell'Antico Testamento. La sceneggiatura fu supervisionata da Lyman I. Henry.

## Trama
Samuele, l'ultimo dei giudici d'Israele, cerca il pastorello Davide, proclamando la sua futura gloria. Saul, il re, viene sfidato dai filistei a mandare un guerriero a incontrare Golia, il loro campione. Davide uccide Golia, ispirando gli israeliti alla vittoria sui loro nemici e conquistando l'ammirazione di Gionata, figlio di Saul, che si lega di imperitura amicizia con il giovane eroe. Convocato a corte per espellere gli spiriti maligni che hanno provocato la malattia di Saul, con la sua musica Davide riesce a guarire il re. Diventato il favorito della corte, sposato a Micol, la figlia del re, il grande prestigio di cui gode Davide finisce per esacerbare la gelosia di Saul che tenta più volte di uccidere quello che considera il suo rivale. Costretto a un esilio che durerà dieci anni, Davide si reca nella terra dei filistei. Dopo la morte di Gionata, ucciso in battaglia, Saul - disperato - si toglie la vita gettandosi sulla sua spada. Gli israeliti, rimasti senza re, richiamano Davide che salirà così al trono.

## Produzione
Il film fu prodotto dalla The Crest Picture Company. Venne girato in California, a Monrovia, nella prima metà del 1917, venendo completato nel luglio di quell'anno.

## Distribuzione
Il copyright del film, richiesto dalla The Crest Picture Co., fu registrato il 25 luglio 1917 con il numero LU11131. Alcuni articoli annunciarono che il film era stato completato in luglio, ma non ci sono prove che il film sia stato distribuito quell'anno. Nel 1920, la United Projector and Film Co. lo distribuì presso istituzioni educative.

### Conservazione
Copia completa della pellicola si trova conservata negli archivi della Library of Congress di Washington.